# Evelyn Sharp (suffragiste)
Pour les articles homonymes, voir Evelyn Sharp.
Evelyn Jane Sharp, née le 4 août 1869 à Londres et morte le 17 juin 1955 dans la même ville, est une journaliste, écrivaine, notamment de livres pour enfants, et suffragiste et pacifiste britannique. Elle est une personnalité de deux grandes associations britanniques pour le suffrage féminin, Women's Social and Political Union et United Suffragists. Elle est rédactrice en chef de Votes for Women pendant la Première Guerre mondiale. Emprisonnée à deux reprises, elle devient résistante fiscale.
Elle est aussi une autrice reconnue, particulièrement pour ses romans de littérature jeunesse et ses articles de presse.

## Biographie

### Jeunesse
Evelyn Sharp est née le 4 août 1865. Elle est la neuvième des onze enfants d'une famille de la classe moyenne. Le musicien Cecil Sharp et l'architecte Lewin Sharp (uk) sont deux de ses frères. A partir de l'âge de douze ans, elle est scolarisée dans un pensionnat, la Strathallan House School,. Alors que ses frères fréquentent l'université de Cambridge, elle est envoyée parfaire son éducation dans un pensionnat parisien, ce qu'elle ressent comme discriminatoire. Elle revendique rapidement le droit à l'enseignement supérieur pour les femmes,,.
En 1894, contre la volonté de sa famille, elle s'installe à Londres, à Bloomsburry, où elle travaille comme préceptrice et écrit des articles dans des magazines pour jeunes filles. Elle publie une nouvelle dans The Yellow Book et un roman chez l'éditeur Bodley Head. Henry Harland (en) et John Lane l'introduisent dans le cercle d'écrivains du Yellow Book. Elle publie ensuite plusieurs romans dont The Making of a Prig (1897), All the Way to Fairyland (1898) et The Other Side of the Sun (1900),,.
En 1901, elle rencontre le journaliste Henry Nevinson, époux de Margaret Wynne Jones, membre de la National Union of Women's Suffrage Societies. Ils deviennent amants mais le couple Nevinson ne se sépare pas. D'après sa correspondance, Evelyn Sharp semble souffrir de cette relation cachée et du fait que cela l'empêche d'avoir des enfants.
Elle rejoint le Women's Industrial Council avec lequel elle participe à une enquête sur les métiers précaires exercés pas des femmes pour des salaires de misère et dans des conditions choquantes et le National Union of Women's Suffrage Societies.
Evelyn Sharp travaille comme journaliste et enseignante à temps partiel. En novembre 1903, son père décède et elle part vivre avec sa mère pendant près d’un an, pendant lequel elle perd son emploi d'enseignante. Elle décide alors de s'investir davantage dans le journalisme.
En 1903, elle commence à écrire des articles pour le Daily Chronicle, la Pall Mall Gazette et le Manchester Guardian.

### Féministe et suffragiste
À l'automne 1906, Evelyn Sharp est chargée par le Manchester Guardian de couvrir un discours d'Elizabeth Robins, qui la pousse à s'engager davantage. Elle rejoint la section de Kensington du Women's Social and Political Union où elle rencontre Louisa Garrett Anderson et Mary Postlethwaite, avec qui elle se lie d'amitié. Les trois femmes vendent le journal Votes for Women à Kensington High Street.
Evelyn Sharp rejoint également la Women Writers' Suffrage League (Ligue des écrivaines pour le droit de vote). Bien qu'elle déteste prendre la parole en public, elle est une bonne oratrice (la meilleure de la Women's Social and Political Union selon Emmeline Pankhurst), elle accepte de parcourir le pays pour promouvoir le droit de vote des femmes,. A partir de 1907, Evelyn Sharp publie une chronique régulière sur le suffrage féminin dans le Daily Chronicle mais le rédacteur en chef y met rapidement fin, prétextant une opposition de nombreux lecteurs.
Son activité militante lui fait rencontrer, entre autres, l'écrivaine Beatrice Harraden et la mathématicienne et ingénieure pionnière Hertha Ayrton dont elle écrira plus tard la biographie.
Le 13 octobre 1908, Evelyn Sharp et d'autres membres de la Women's Social and Political Union tentent de pénétrer de force dans la Chambre des communes. Plusieurs personnes sont arrêtées, parmi lesquelles, Emmeline Pankhurst, Christabel Pankhurst, Mabel Capper, Clara Codd (en), Helen Crawfurd, Ada Flatman (en), Marion Wallace-Dunlop, Grace Roe et Ada Wright. Evelyn Sharp échappe à l'arrestation.
En 1910, elle publie Rebel Women, qui met en lumière le diversité de vies des suffragistes pour contrer les portraits caricaturaux habituels de la presse.
Cinq ans de résistance passive n'ayant apporté que des violences policières, Evelyn Sharp se lance dans le militantisme actif et participe à des jets de pierre contre les vitres de bâtiments gouvernementaux. Elle refuse de payer l'amende à laquelle elle est condamnée et est envoyée à la prison de Holloway.
En 1912, après l'arrestation des dirigeants du journal Votes for Women, Evelyn Sharp accepte d'en prendre la responsabilité et devient rédactrice salarie et responsable de la production. Elle tient à ce que des auteurs et des hommes politiques écrivent pour le journal et convainc plusieurs de ses relations de collaborer.
Evelyn Sharp est également une membre active de la Women Writers Suffrage League. Elle est à nouveau arrêtée, avec Emmeline Pethick-Lawrence et Sybil Smith après avoir essayé de rencontrer le ministre de l'Intérieur, Reginald McKenna, à la Chambre des communes. Elles sont condamnées à 14 jours de prison et entament une grève de la faim qui mène à leur libération au bout de quatre jours.

### Pacifiste
Evelyn Sharp prône le pacifisme avant et pendant la Première Guerre mondiale. Ses idées socialistes et pacifistes imprègnent les récits de son recueil de nouvelles The War of All the Ages (La Guerre de tous les âges,(1915). Elle reste fidèle à ses convictions pacifistes pendant la guerre, ce qui lui vaut des reproches concernant le ton antipatriotique dans ses articles du Votes for Women et le ton pacifiste de certains des articles publiés dans le journal pendant la guerre,.
En 1934, la féministe française Gabrielle Duchêne devient présidente du Comité mondial des femmes contre la guerre et le fascisme. Evelyn Sharp rejoint la branche britannique de l'organisation avec Charlotte Despard, Sylvia Pankhurst, Ellen Wilkinson, Vera Brittain, Margaret Storm Jameson et Melita Norwood.
Evelyn Sharp s'oppose également à la peine de mort.

### Première Guerre mondiale
Evelyn Sharp ne souhaite pas interrompre la campagne pour le droit de vote des femmes pendant la guerre et, le 6 février 1914, elle participe à la fondation du mouvement des United Suffragists. L'adhésion est ouverte aux hommes comme aux femmes, militants et non militants. Henry Nevinson en est le président et Evelyn Sharp la membre la plus dynamique.
Elle milite également au sein de Women's International League for Peace, la Ligue internationale des femmes pour la paix, créée peu après le début de la guerre. Elle est une des 156 femmes britanniques invitées à sa conférence à La Haye en avril 1915 mais seules Chrystal Macmillan, Kathleen Courtney et Emmeline Pethick-Lawrence, qui avaient déjà quitté le pays, parviennent à assister à la conférence.
Comme membre de la Women's Tax Resistance League qui milite pour le droit de vote des femmes et la création d'un statut fiscal de la femme mariée et pratique la désobéissance civile, Evelyn Sharp refuse de payer l'impôt sur le revenu, arguant que cela serait une « imposition sans représentation » puisque les femmes n'ont pas le droit de vote. En 1917, elle doit six années d'impôts et les autorités la déclarent en faillite. Ses biens sont saisis et vendus aux enchères publiques. Certains objets sont achetés par ses amis qui les lui restituent ensuite,.
En février 1918, le Representation of the People Act réforme le système électoral et accorde un droit de vote censitaire aux femmes. Contrairement à certaines suffragistes, Evelyn Sharp se réjouit de l'adoption de la loi.

### Le journalisme dans l'après guerre
Evelyn Sharp, désormais membre du Parti travailliste, travaille comme journaliste pour divers journaux, dont le Daily Herald et le Manchester Guardian. Elle accueille favorablement la révolution russe et se rend plusieurs fois en Russie, écrivant que « les bolcheviks sont en train de créer une société où personne ne meurt de faim et où aucune personne valide ne reste oisive. ». Cependant, elle n'adhèrera jamais au Parti communiste britannique et est profondément déçue par la politique mise en place par Joseph Staline,,.
Dans les années 1920, Evelyn Sharp passe de la fiction à la production d'essais et de pamphlets politiques. Elle écrit deux études sur la classe ouvrière : The London Child (1927), illustré par Eve Garnett et The Child Grows Up (1929) et un essai sur Mary Wollstonecraft pour le livre Great Democrats de Alfred Barratt Brown publié en 1934.
En mai 1920, Evelyn Sharp rejoint des volontaires Quakers dont elle partage les principes pacifistes pour aider à fournir de la nourriture aux jeunes allemands souffrant de malnutrition. Elle rend compte de leur situation dramatique dans le Daily Herald. À la fin de l'année, les quakers britanniques nourrissaient douze mille enfants dans ce pays,.
En janvier 1921, elle se rend en Irlande pour rendre compte des agissements de l'armée britannique. « La pire honte est celle que l'on ressent à ne pas pouvoir défendre honnêtement son propre pays et je pense que, spirituellement, le crédit de l'Angleterre n'a jamais été aussi bas que… lorsque les auxiliaires et les Black-and-Tans furent lâchés sur la population irlandaise ».
En mai 1922, Evelyn Sharp devient la première chroniqueuse régulière du Manchester Guardian dans une nouvelle page quotidienne consacrée aux femmes.
En 1933, elle écrit son autobiographie ainsi que le livret d'un opéra-comique, The Poisoned Kiss, avec le compositeur Ralph Vaughn Williams dont elle partage, comme son frère Cecil, décédé, l'intérêt pour la danse et la musique traditionnelles anglaises.

### Mariage
Après la mort de Margaret Wynne Jones, Evelyn Sharp et Henry Nevinson se marient le 18 janvier 1933. Ils déclinent l'offre du Premier ministre Ramsay MacDonald d'être leur témoin car ils estiment qu'il a trahi le socialisme.

### Fin de vie
Fuyant les bombardements sur Londres; Evelyn Sharp et Henry Nevinson s'installent à Chipping Campden où ce dernier décède le 9 noovembre 1941. Evelyn Sharp retourne alors à Londres.
En janvier 1948, Evelyn Sharp s'installe dans une maison de retraite. Elle décède le 17 juin 1955 à l'âge de 85 ans. Le Manchester Guardian, journal pour lequel elle a écrit durant plus de trente ans, publie sa nécrologie et note que sa mort « brise l'un des rares liens qui subsistent entre celles qui ont lutté pour l'émancipation des femmes et celles qui la possèdent aujourd'hui ».
L'autobiographie d'Evelyn Sharp, Unfinished Adventure, est publiée en 1933.

## Publications
Evelyn Sharp publie plus de trente livres, dont quinze romans, douze recueils de nouvelles, quatre ouvrages de non-fiction, sept pamphlets, le livret d'un opéra de Ralph Vaughan Williams, une histoire de la danse folklorique et la vie de la physicienne Hertha Ayrton.
- (en) The Child's Christmas, Gramercy (réimpr. 1999) (ISBN 978-0517205488, lire en ligne)
- (en) All the Way to Fairyland: Fairy Stories, Kindle (réimpr. 2025) (lire en ligne)
- (en) The Other Side of the Sun: Fairy Stories, Zinc Read (réimpr. 2025) (lire en ligne)
- (en) At The Relton Arms, Hard Press (réimpr. 2024) (lire en ligne)
- (en) The Youngest Girl in the School, Zinc Read (réimpr. 2025) (lire en ligne)
- (en) The Making of a Prig, Zind Read (réimpr. 2025) (lire en ligne)
- (en) Unfinished Adventure: Selected Reminiscences from an Englishwoman's Life, Faber & Faber (réimpr. 2011)
- (en) Rebel Women (réimpr. 2018) (lire en ligne)
- (en) The London Child, John Lane, 1927
- (en) The War of All the Ages, Sidgwick & Jackson, 1915